# Nanna molouba
Nanna molouba – gatunek motyla z rodziny mrocznicowatych i podrodziny niedźwiedziówkowatych.
Gatunek ten opisany został w 2013 roku przez Antonia Durante, Emelie Arlette Apinda-Legnouo i Chiarę Romano, którzy jako miejsce typowe wskazali Makokou-Ipassę.
Ciało żółte. Samce osiągają od 36 do 42 mm rozpiętości skrzydeł. Przednie skrzydła z wierzchu białawe z dwoma czarnymi kropkami, a od spodu ciemniejsze z kremową smugą. Tylne skrzydła białe. Samce odznaczają się dwugrzebykowatymi czułkami.
Motyl afrotropikalny, znany tylko z Gabonu.